# 남주희 (가수)
남주희(1986년 4월 30일 ~ )는 대한민국의 가수다. 2010년 시크 디지털 싱글 앨범 [Chic]로 데뷔했다.

## 방송
- TOP밴드 1 (2011) - Top10
- 스타 오디션 위대한 탄생 3 (2012) - Top12
- 듀엣가요제 (2017)
- 불후의 명곡 전설을 노래하다 (2018)
- 열린음악회 (2018)
- 낭만클럽 (2019)

## 영화
- 프로젝트 패기 (2017) - 시크 보컬 역

## 공연
- 소울사이어티 콘서트 (2013)
- 블랙 소울 나이트 콘서트 (2014)

## 피처링
- 제리케이 <월요병> (2012)
- 유세윤 <혼자왔어요> (2016)

## 기타
- 오디오북 <내가 그린 히말라야시다 그림 (라운드어바웃 남주희,허준서)> 낭독 (2020)